# Нью-Віндзор (переписна місцевість, Нью-Йорк)
Нью-Віндзор (англ. New Windsor) — переписна місцевість (CDP) в США, в окрузі Орандж штату Нью-Йорк. Населення — 8882 особи (2020).

## Географія
Нью-Віндзор розташований за координатами 41°28′11″ пн. ш. 74°1′55″ зх. д. / 41.46972° пн. ш. 74.03194° зх. д. (41.469830, -74.031832).  За даними Бюро перепису населення США в 2010 році переписна місцевість мала площу 9,85 км², з яких 9,74 км² — суходіл та 0,11 км² — водойми.

## Демографія
Згідно з переписом 2010 року, у переписній місцевості мешкали 8922 особи в 3519 домогосподарствах у складі 2346 родин. Густота населення становила 906 осіб/км².  Було 3721 помешкання (378/км²).
Расовий склад населення:
| - 75,9 % — білих - 11,6 % — чорних або афроамериканців - 1,9 % — азіатів - 0,3 % — корінних американців - 6,5 % — осіб інших рас |

До двох чи більше рас належало 3,7 %. Частка іспаномовних становила 21,3 % від усіх жителів.
За віковим діапазоном населення розподілялося таким чином: 21,7 % — особи молодші 18 років, 64,5 % — особи у віці 18—64 років, 13,8 % — особи у віці 65 років та старші. Медіана віку мешканця становила 40,5 року. На 100 осіб жіночої статі у переписній місцевості припадало 95,3 чоловіків;  на 100 жінок у віці від 18 років та старших — 91,9 чоловіків також старших 18 років.
Середній дохід на одне домашнє господарство  становив 78 899 доларів США (медіана — 66 443), а середній дохід на одну сім'ю — 89 153 долари (медіана — 71 891). Медіана доходів становила 49 176 доларів для чоловіків та 45 030 доларів для жінок. За межею бідності перебувало 5,3 % осіб, у тому числі 2,2 % дітей у віці до 18 років та 3,4 % осіб у віці 65 років та старших.
Цивільне працевлаштоване населення становило 4420 осіб. Основні галузі зайнятості: освіта, охорона здоров'я та соціальна допомога — 26,3 %, роздрібна торгівля — 11,4 %, транспорт — 10,2 %.